# 大型銀貨

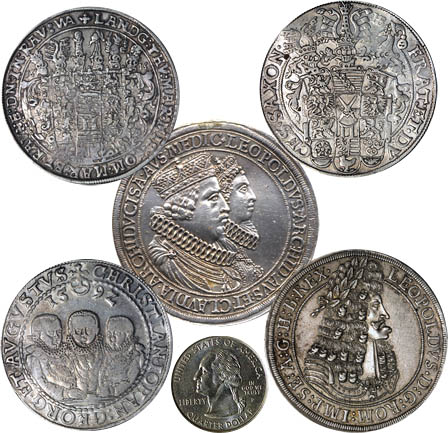
16世紀末から18世紀初頭までの各種テーラー銀貨

大型銀貨（おおがたぎんか）とは、銀貨のうち概ね直径が38ミリ程度、量目が25グラム以上のサイズのものをいう。このサイズの銀貨のことを、コイン収集の世界では「クラウンサイズ」と呼んでいるが、これはイギリスのクラウン銀貨がその代表と見なされたからである。
大きくずっしりと重く、細かい図案が美しく描かれたものが多く、収集家の間では特定のコレクションアイテムとして定着している。

## 大型銀貨の歴史
大型銀貨の起源はドイツのテーラー銀貨に遡る。これはスペインでドレラと呼ばれ、さらに新大陸アメリカに渡り、dollar（ダラー・ドルラル・ドル）と呼ばれるようになった。世界随一の銀産国であるメキシコでは8レアル銀貨がこれに相当し、幕末期の日本からの小判の大量流出の際、このメキシコドルが多量に日本に還流し、明治時代の日本の貨幣制度の基礎となった。
19世紀から20世紀前半に、各国は貨幣制度を整え、金本位制、銀本位制の確立とともに様々な硬貨が鋳造されたが、大型銀貨は本位貨幣あるいはそれに準ずる高額の銀貨として鋳造された。中国を中心とする東洋との貿易決済用に各国は当時流通を支配していたメキシコドルに対抗すべく貿易銀を発行して流通を試みた。中国に流入した銀貨は銀圓と呼ばれ、東アジア各国の通貨単位「圓」の基となった。
1970年代以降、需要増加による銀価格の高騰から流通用の銀貨は次第に姿を消し、21世紀に入った今日では一部の特殊な例を除いて流通用の銀貨は鋳造されていないが、記念貨幣において銀は主要な原材料の一つであり、外貨獲得の手段としての大型銀貨も数多く鋳造されている。
日本では明治4年（1871年）の新貨条例により、初めての洋式貨幣が鋳造され、イギリスやアメリカに倣い、様々な種類の金貨、銀貨、銅貨が登場した。この中で、本位貨幣として鋳造された1円銀貨と貿易銀は、直径が38ミリの大型銀貨であった。

## 各国の大型銀貨

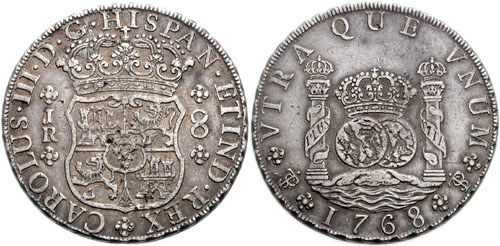
スペインドル

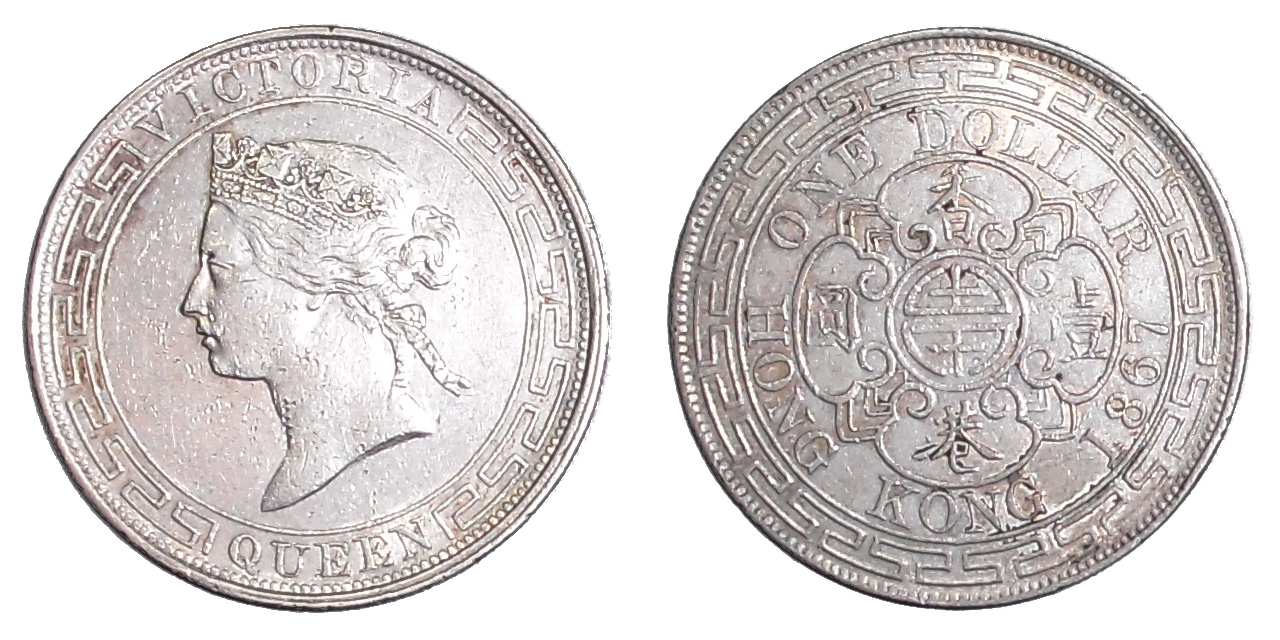
香港壹圓銀貨

各国で19世紀から20世紀前半に鋳造されていた大型銀貨には次のようなものがある。
- 日本：1円銀貨、貿易銀
- オーストリア：2フェラインステーラー銀貨、1テーラー銀貨、5コロナ銀貨
- デンマーク：スペシーダレル銀貨、2リグスダレル銀貨
- フランス：5フラン銀貨
- フランス領インドシナ：1ピアストル銀貨
- ドイツ：2テーラー銀貨、1テーラー銀貨、5マルク銀貨
- イギリス：クラウン銀貨、貿易銀
- ギリシャ：5ドラクマイ銀貨
- 香港：１円銀貨
- 中国：銀元
- イタリア：5リレ銀貨
- メキシコ：8レアル銀貨、1ペソ銀貨
- オランダ：3ギルダー銀貨、2.5ギルダー銀貨
- ノルウェー：スペシーダレル銀貨
- ポルトガル：1000レイス銀貨、1エスクード銀貨
- ルーマニア：5レイ銀貨
- スペイン：8レアル銀貨、20レアル銀貨、2エスクード銀貨、5ペセタ銀貨
- スウェーデン：リクスダレル銀貨
- スイス：5フラン銀貨
- ロシア：1.5ルーブル銀貨
- アメリカ：1ドル銀貨、貿易銀